# Bunny O'Hare
Bunny O'Hare (bra: Bunny O'Hare) é um filme estadunidense de 1971, do gênero comédia criminal, dirigido por Gerd Oswald, e estrelado por Bette Davis e Ernest Borgnine. O roteiro de Coslough Johnson e Stanley Z. Cherry centra-se em um par de idosos que, disfarçados de hippies, se envolvem em uma onda de crimes.

## Sinopse
Bunny O'Hare (Bette Davis), uma viúva cujas economias foram esgotadas por seus filhos egoístas, Lulu (Reva Rose) e Ad (John Astin), fica sem moradia quando o banco executa sua hipoteca. Ela se torna amiga de Bill Green (Ernest Borgnine), um idoso itinerante que conserta o encanamento de sua casa, que ela logo descobre ser na verdade o ladrão de banco fugitivo William Gruenwald. Na esperança de recuperar todas as suas coisas, Bunny chantageia Bill para ensiná-la a roubar o banco em troca de manter sua identidade em segredo. Estimulada com o sucesso do crime, Bunny convence Bill a se juntar a ela em mais assaltos, e os diferentes modi operandi que eles usam tornam suas identificações e localizações difíceis para a polícia.

## Elenco
- Bette Davis como Bunny O'Hare
- Ernest Borgnine como Bill Green / William Gruenwald
- Jack Cassidy como Ten. Greeley
- Jay Robinson como John C. Rupert
- Joan Delaney como R. J. Hart
- John Astin como Ad
- Reva Rose como Lulu
- Robert Foulk como Comissário Dingle
- Brayden Linden como Frank
- Karen Mae Johnson como Lola

## Produção
Os títulos de produção do filme foram "Bunny and Claude", "Bunny", "Betty and Claude", e "Bunny and Billy". A produção marcou a segunda parceria de Bette Davis e Ernest Borgnine, que fizeram "The Catered Affair" juntos, em 1956. O filme da American International Pictures foi filmado parcialmente em Belen e Albuquerque. David F. Cargo, o governador do Novo México na época, fez uma participação especial como um policial estadual.
Ocorreram duas ações judiciais para a American International Pictures após o lançamento do filme. Davis, que havia anteriormente aprovado o roteiro, ficou chateada com mudanças feitas na edição. Davis insistiu em usar um palavrão – o que teria dado ao filme uma classificação R – então, Samuel Z. Arkoff contratou uma atriz para fazer uma impressão de Davis, e depois colocou sua voz por cima do diálogo original, utilizando uma palavra menos censurável. Davis processou a empresa por perda de receita e danos à sua carreira, que transformou a produção em um filme "pastelão" em vez do "comentário social humorístico" pelo qual ela havia assinado. O processo acabou sendo arquivado. A segunda ação chegou quando o escritor Cherry processou a empresa em U$ 13.400, o saldo de sua taxa, e também pediu 5% dos lucros líquidos do filme. O resultado é desconhecido.

## Recepção
Vincent Canby, em sua crítica para o The New York Times, descreveu-o como "um filme bobo e tolamente divertido ... um absurdo de uma ordem bastante aceitável, cheio de perseguições absurdas e personagens comuns que foram concebidos e interpretados com carinho". Sobre a estrela principal, ele observou: "Srta. Davis ... tem uma atuação que pode ser uma das mais engraçadas e legítimas de sua carreira".
No jornal Cleveland Press, Toni Mastroianni disse: "Bette Davis e Ernest Borgnine interpretam Bonnie e Clyde do conjunto Geritol, e o resultado é tão satisfatório quanto um programa de televisão ruim". A revista Time Out chamou-o de uma "travessura embaraçosamente sem graça".
De acordo com a TV Guide, "este roteiro inteligente é dirigido de forma inepta por Oswald, que não tem ideia de como embelezar a comédia com ritmo, movimento ou inteligência. Davis e Borgnine são excelentes, porém, mostram que anos de treinamento e profissionalismo podem superar praticamente qualquer coisa".
Bette Davis ficou insatisfeita com o resultado final do filme e processou a American International Pictures por US$ 3.3 milhões em danos.

## Trilha sonora
A trilha sonora do filme incluiu:
1. "Monday Man", escrita por Billy Strange e Keith Roberts; cantada por Billy Curb.
2. "Right or Wrong", escrita por Mack David e Billy Curb; cantada por Billy Curb.
3. "The Ballad of Bunny O'Hare", escrita por Mack David e Billy Curb; cantada por Billy Curb.